# Trichogomphus mongol
Trichogomphus mongol är en skalbaggsart som beskrevs av Gilbert John Arrow 1908. Trichogomphus mongol ingår i släktet Trichogomphus och familjen Dynastidae. Inga underarter finns listade i Catalogue of Life.